# Кубок М'янми з футболу 2024
Кубок М'янми з футболу 2024 — 10-й розіграш кубкового футбольного турніру у М'янмі. Титул володаря кубка вдруге здобув Шан Юнайтед.

## Календар
| Раунд          | Дата                       | Матчі | Клуби  |
| -------------- | -------------------------- | ----- | ------ |
| Груповий раунд | 1 березня - 21 травня 2024 | 80    | 20 → 4 |
| 1/2 фіналу     | 25-26 травня 2024          | 2     | 4 → 2  |
| Фінал          | 19 червня 2024             | 1     | 2 → 1  |

## 1/2 фіналу
| Команда 1      | Рахунок | Команда 2          |
| -------------- | ------- | ------------------ |
| 25 травня 2024 |         |                    |
| Янгон Юнайтед  | 3:1     | Яданарбоун         |
| Шан Юнайтед    | 2:1 дч  | Дагон Стар Юнайтед |

## Фінал
| 19 червня 2024 12:30 (EEST) |

| Янгон Юнайтед | 0:1 | Шан Юнайтед    |
| ------------- | --- | -------------- |
|               |     | Є Їнт Аунг 37' |

| «Тувунна», Янгон |